# Debate sobre la singularidad del Holocausto
La afirmación de que el Holocausto fue un evento único fue importante para la historiografía del Holocausto, pero se ha enfrentado a un desafío cada vez mayor en el siglo XXI. Las afirmaciones relacionadas incluyen que el Holocausto es externo a la historia, más allá de la comprensión humana, una ruptura civilizatoria (en alemán: Zivilisationsbruch), y algo que no debe compararse con otros eventos históricos. Los enfoques únicos del Holocausto también coinciden con la opinión de que el antisemitismo no es otra forma de racismo y prejuicio, sino que es eterno y teleológicamente culmina en el Holocausto, un marco preferido por las narrativas sionistas.

## Historia
La singularidad del Holocausto fue defendida mientras estaba en curso por el Congreso Judío Mundial (CJM), pero rechazada por los gobiernos de los países de la Europa ocupada por los alemanes. En las primeras décadas de estudios sobre el Holocausto, los académicos abordaron el Holocausto como un genocidio único en su alcance y especificidad. La singularidad del Holocausto se convirtió en un tema para los académicos en las décadas de 1970 y 1980, en respuesta a los esfuerzos por historizar el Holocausto a través de conceptos como el totalitarismo, el fascismo, el funcionalismo, la modernidad y el genocidio.
En Alemania Occidental, la Historikerstreit («disputa de los historiadores») estalló a fines de la década de 1980 por los intentos de cuestionar la posición del Holocausto en la historiografía de Alemania Occidental y comparar la Alemania nazi con la Unión Soviética. Los críticos vieron este desafío como un intento de relativizar el Holocausto. En las décadas de 1980 y 1990, un conjunto de académicos, incluidos Emil Fackenheim, Lucy Dawidowicz, Saul Friedländer, Yehuda Bauer, Deborah Lipstadt y Daniel Goldhagen, en su mayoría del campo de los estudios judaicos, escribieron varios estudios para demostrar la singularidad del Holocausto. Fueron cuestionados por otro grupo de académicos de una amplia diversidad de puntos de vista que rechazaron la singularidad del Holocausto y lo compararon con otros eventos, lo que luego se encontró con una furiosa reacción violenta por parte de los partidarios de la singularidad. A principios del siglo XXI, los enfoques polémicos del debate se intercambiaron por enfoques analíticos relacionados con las afirmaciones de singularidad en la memoria del Holocausto.
En el siglo XXI, varios académicos, incluidos Alon Confino y Doris Bergen, han descrito las afirmaciones de singularidad sobre el Holocausto como obsoletas o ya no relevantes para el debate académico. En 2021, A. Dirk Moses inició el «debate del catecismo», desafiando la singularidad del Holocausto en la memoria alemana del Holocausto. El mismo año, en su libro The Problems of Genocide, Moses argumentó que el desarrollo del concepto de genocidio basado en el Holocausto llevó a ignorar otras formas de muerte masiva de civiles que no podían compararse con el Holocausto.. 
Otros académicos han intentado reformular la tesis de la singularidad en términos distintos, poniendo el acento en el impacto singular del Holocausto en la historia de la conciencia occidental. Desde esta lectura el Holocausto sería (paradójicamente): 
 (a) ese acontecimiento a partir del cual, por primera vez y en un hecho de una magnitud sin precedentes en la historia occidental tomamos cabal conciencia de los genocidios anteriores y concurrentemente, pero también por ello mismo (b) el acontecimiento que, habiéndonos sensibilizado de manera ineludible hacia cualquier víctima de este tipo de prácticas, nos prohíbe afirmar su propia singularidad. 